# Salsa Big Band
Salsa Big Band es el cuarto álbum de estudio de Rubén Blades y Roberto Delgado & Orquesta, lanzado el 29 de abril de 2017 por Rubén Blades Productions. Luego del lanzamiento de Son de Panamá en 2015, también grabado con Delgado & Orquesta, Blades decidió grabar otro álbum con ellos, en el que se incluyeron once canciones. Anteriormente había grabado nueve sobre las canciones, y dos eran versiones de canciones escritas por Luis Demetrio y René Touzet. Delgado fue el productor del álbum. La principal inspiración de Blades para el álbum fue su admiración por el trabajo de los intérpretes puertorriqueños como Tito Puente, Tito Rodríguez y Willie Rosario, y los sonidos de las grandes bandas de los años cincuenta.
Salsa Big Band recibió críticas favorables de los críticos musicales, y los críticos elogiaron la visión y la voluntad de Blades de "probar nuevos sonidos"; uno dijo que Blades "todavía estaba en la cima del mundo de la salsa". En la 18.ª Entrega Anual del Latin Grammy, el álbum ganó como Álbum del Año y Mejor Álbum de Salsa ; y en la 60ª Entrega Anual de los Premios Grammy el disco ganó como Mejor Álbum Latino Tropical .

## Listado de pistas
Todas las canciones escritas y compuestas por Rubén Blades, except where noted. 
| Salsa Big Band track listing |                        |                 |          |  |
| N.º                          | Título                 | Arranger(s)     | Duración |  |
| 1.                           | «Arayué»               | Roberto Delgado | 4:48     |  |
| 2.                           | «Apóyate en Mi Alma»   | Delgado         | 5:32     |  |
| 3.                           | «Nadie Sabe»           | Delgado         | 4:58     |  |
| 4.                           | «Claro Oscuro»         | Delgado         | 4:31     |  |
| 5.                           | «El Pasado No Perdona» | Delgado         | 6:22     |  |
| 6.                           | «La Marea»             | Delgado         | 3:07     |  |
| 7.                           | «El Pescador»          | Delgado         | 5:13     |  |
| 8.                           | «Antadilla»            | Delgado         | 4:08     |  |
| 9.                           | «¿Adónde?»             | Delgado         | 3:14     |  |
| 10.                          | «No Te Importe Saber»  | Delgado         | 3:30     |  |
| 11.                          | «Como Un Huracán»      | Delgado         | 5:02     |  |

## Historial de lanzamientos
| Región         | Fecha               | Formato          | Edición(es) |
| -------------- | ------------------- | ---------------- | ----------- |
| México         | 29 de abril de 2017 | Descarga digital | Estándar    |
| Estados Unidos | 29 de abril de 2017 | Descarga digital | Estándar    |

## Créditos y personal
Los siguientes créditos son de las notas del álbum de Salsa Big Band. 

### Roberto Delgado & Orquesta
- Roberto Delgado; director musical, productor musical,arreglista, bajo y voces de refuerzo
- Juan Berna; piano
- Marcos Barraza; conga y voces de refuerzo
- Carlos Pérez-Bidó; timbales y voces de refuerzo
- Raúl "Toto" Rivera; bongó, güiro, maracas and campana
- Ademir Berrocal; batería, bongó, campana y voces de refuerzo
- Luis Enrique Becerra; piano y voces de refuerzo
- Juan Carlos "Wichy" López; trompeta
- Alejandro "Chichisín" Castillo; trombón y trompeta
- Francisco Delvecchio; trombón
- Avenicio "Pin" Núñez; trombón
- Idígoras Bethancourt; trombón
- Carlos Ubarte; saxofón

### Créditos de desempeño
- Rubén Blades; intérprete principal, voz
- Ricky Rodríguez; piano
- Juan Carlos de León; piano
- Robinson Fereira; piano
- Pablo Gobernadori; batería

### Créditos técnicos
- Rubén Blades; productor ejecutivo
- Roberto Delgado; arreglista, ingeniero de mezcla and productor
- Ignacio Molino; ingeniero de mezcla
- Pablo Governatori; ingeniero de mezcla
- Daniel Ovie; masterización
- Luis Carlos García; fotografía
- Rodolfo Palomino; fotografía
- Orosmán de la Guardia; diseño gráfico